# Morrelganj
Morrelganj è un sottodistretto (upazila) del Bangladesh situato nel distretto di Bagerhat, divisione di Khulna. Si estende su una superficie di 460,91 km² e conta una popolazione di 321.153 abitanti (dato censimento 1991).